# NGC 1789
NGC 1789 is een open sterrenhoop in het sterrenbeeld Tafelberg. Het hemelobject werd op 15 december 1835 ontdekt door de Britse astronoom John Herschel.

## Synoniemen
- ESO 56-SC37